# Condado de Vistaflorida
El condado de Vistaflorida es un título nobiliario español, concedido por el virrey José Antonio Manso de Velasco el 6 de agosto de 1753 y confirmado por el rey Fernando VI el 26 de julio de 1755, a favor de Juan Bautista Baquíjano y Beascoa Urigüen Ugalde, caballero de la Orden de Santiago, miembro de una familia vizcaína establecida en Lima, dedicada al comercio y dueña de varias haciendas. El título fue concedido por su ayuda de 20 000 pesos para la reconstrucción de la iglesia de la Concepción en Chile, destruida por el terremoto del 24 de diciembre de 1737. Por vía matrimonial emparentó con linajes descendientes de conquistadores como Diego de Agüero y Sandoval y Nicolás de Ribera «El mozo».

## Condes de Vistaflorida
|                          | Titular                                                | Periodo                  |
| Creación por Fernando VI | Creación por Fernando VI                               | Creación por Fernando VI |
| ------------------------ | ------------------------------------------------------ | ------------------------ |
| I                        | Juan Bautista de Baquíjano y Beascoa Urigüen Ugalde    | 1755-1759                |
| II                       | Juan Agustín de Baquíjano y Carrillo de Córdoba        | 1759-1807                |
| III                      | José Javier Leandro de Baquíjano y Carrillo de Córdoba | 1807-1817                |
| IV                       | Manuel José de Salazar y Baquíjano                     | 1817-1850                |
| V                        | José Domingo de Osma y Ramírez de Arellano             | 1850-1882                |
| VI                       | José Domingo de Osma y Osma                            | 1882-1913                |
| VII                      | José Domingo de Osma y Cortés                          | 1913-1952                |
| VIII                     | José Domingo de Osma y Yohn                            | 1952-2017                |
| IX                       | José Domingo de Osma y Wakonigg                        | 2018-actualidad          |

## Historia de los condes de Vistaflorida
- Juan Bautista de Baquíjano y Beascoa Urigüen Ugalde, I conde de Vistaflorida.[3] Nació en la merindad de Durango, Vizcaya.

Casó con María Ignacia Carrillo de Córdoba y Garcés de Marcilla. Le sucedió su hijo:
- Juan Agustín de Baquíjano y Carrillo de Córdoba (Lima, 13 de marzo de 1751-1807), II conde de Vistaflorida.[3]

Soltero, le sucedió su hermano:
- José Javier Leandro de Baquíjano y Carrillo de Córdoba (Lima, 13 de marzo de 1751[5]-Sevilla, 24 de enero de 1817), III conde de Vistaflorida,[3] abogado en la Real Audiencia de Lima y político.[4]

Soltero, le sucedió su sobrino:
- Manuel José de Salazar y Baquíjano (Lima, 24 de diciembre de 1777-Lima, 7 de noviembre de 1850), IV conde de Vistaflorida,[3] consejero de Estado y caballero de la Orden de Carlos III.

Soltero, en 9 de octubre de 1857, le sucedió su primo:
- José Domingo de Osma y Ramírez de Arellano (Lima, 11 de mayo de 1811-Nalda, 3 de marzo de 1882)[6], V conde de Vistaflorida.[3] Doctor en Leyes por la Universidad de Alcalá de Henares, fue abogado de los Reales Consejos, senador, diputado por el partido conservador de Logroño y consejero real y secretario honorario de la reina Isabel II.[7]

Era hijo de Gaspar de Osma Tricio (Nalda, 11 de diciembre de 1775-Lima, 9 de diciembre de 1848), abogado y oidor en la Real Audiencia de Lima, y de su esposa, María Josefa Ramírez de Arellano —hija de Domingo Ramírez de Arellano y Martínez de Tejada, y de Catalina de Baquíjano y Carrillo—.
Casó con su prima Vicenta de Osma y Osma (m. 23 de octubre de 1880), hija de Miguel de Osma y Angulo y de Benita de Osma. En 1 de julio de 1884, le sucedió su hijo:
- José Domingo de Osma y Osma (m. Madrid, 26 de diciembre de 1913),[12] VI conde de Vistaflorida.[3] Participó en la tercera guerra carlista, fue agregado militar en Santiago de Chile, gentilhombre de cámara y gran cruz del Mérito Militar y de la Orden de San Hermenegildo.[13] [14]

Casó con María Constanza Cortés y Solís.  En 18 de agosto de 1915, le sucedió su hijo:
- José Domingo de Osma y Cortés, VII conde de Vistaflorida.[3]

Casó con Manuela Yohn y Urigüen.  En 23 de marzo de 1956, le sucedió su hijo:
- José Domingo de Osma y Yohn, VIII conde de Vistaflorida.[3]

Casó con María del Pilar Wakonigg y Poirier.  En 14 de febrero de 2018, le sucedió su hijo:
- José Domingo de Osma y Wakonigg, IX y actual conde de Vistaflorida.[16][3]